# Dorothea Fiedler
Dorothea Fiedler é uma bióloga química e também a primeira diretora do Leibniz-Forschungsinstitut für Molekulare Pharmakologie (Instituto de Pesquisa de Farmacologia Molecular de Leibniz, FMP) em Berlim, Alemanha.

## Infância e educação
Fiedler cresceu em Hamburgo. Ela estudou química inorgânica na Universidade de Würzburg, então realizou pesquisa de doutorado em química organometálica na Universidade da Califórnia em Berkeley.

## Pesquisa e carreira
Embora sua pesquisa de doutorado focalizasse a química organometálica incluindo sistemas hospedeiros e aplicações à catálise, Fiedler interessou-se pelas vias de transdução de sinal celular durante sua pesquisa de pós-doutorado na Universidade da Califórnia, São Francisco. Ela iniciou sua carreira independente como professora assistente na Universidade de Princeton em 2010. Sua pesquisa enfoca os papéis de síntese e sinalização dos fosfatos de inositol, em particular, aqueles com funcionalidade pirofosfato, que tem relevância para a sinalização celular e a biologia do câncer.
Em 2015, Fiedler tornou-se diretor do Leibniz-Forschungsinstitut für Molekulare Pharmakologie, além de professor de química na Universidade Humboldt de Berlim. Ela continua desenvolvendo seu foco de pesquisa nos papéis de síntese e sinalização de modificações de proteínas envolvendo pirofosfatos, bem como construindo colaborações em química biológica e catálise.

## Financiamento, serviço e prêmios
Fiedler recebeu um Prêmio Novo Inovador, totalizando mais de 2 milhões de dólares do NIH em 2013. Ela também recebeu financiamento da Fundação Sidney Kimmel para pesquisa do câncer e da Fundação Rita Allen. Durante sua pesquisa de pós-doutorado, ela recebeu a bolsa de pós-doutorado da Fundação Ernst Schering, participou do Programa Fastrack da Fundação Robert Bosch e obteve o Prêmio NIH Path to Independence.
Fiedler foi uma oradora convidada na conferência da EMBO sobre bioquímica em 2016 e no Simpósio Internacional sobre Química Bio-orgânica em 2017.
Fiedler é uma das organizadoras locais do 42º Simpósio Nacional de Química Orgânica pela divisão orgânica da American Chemical Society em 2011.